# Sárosdi Lilla
Sárosdi Lilla (1976. augusztus 8. –) magyar színésznő. Schilling Árpád rendező felesége.

## Pályafutása
Földessy Margit Színjáték- és Drámastúdiójában töltött egy év után került a Schwajda György által igazgatott szolnoki Szigligeti Színházba (1996-1997), tanárai Törőcsik Mari, Garas Dezső, Morcsányi Géza, Iglódi István és Selmeczi György voltak. Bodó Viktorral együtt tanulták a színházcsinálást, majd Pesten a Bodó által rendezett Paul Foster: I. Erzsébet c. drámájában a címszereplőt alakította. Erre az előadásra figyelt fel Schilling Árpád, és Bodóval, Vinnai Andrással együtt meghívta társulatába. A rendszerváltozás utáni magyar színházművészet egyik fontos alkotóműhelyének tartott Krétakör Színház társulatának 1999-től tagja. Később az Örkény Színházban és a Dollár Papa Gyermekei szobaszínházi társulattal is játszott. A 2018-as magyarországi országgyűlési választás után férjével egy franciaországi kisvárosba, Die-be emigrált.
2018-ban a Forbes őt választotta a 10. legbefolyásosabb magyar nőnek a közéletben.

## Színházi szerepei
- Paul Foster: I. Erzsébet (I. Erzsébet; r.: Bodó Viktor) – 1998
- Lőrinczy Attila – William Shakespeare: Szerelem, vagy amit akartok (Minna; r.: Schilling Árpád) – 1998/1999
- Bertolt Brecht: Baal (Fiatalabb nővér/Szubrett; r.: Schilling Árpád, Katona József Színház, Kamra – 1999 vége)
- Tasnádi István: Nexxt – Frau Plastic Chicken Show (Anna Maggi; r.: Schilling Árpád) – 2000/2001
- Molnár Ferenc: Liliom (Cseléd, Ápoló) – 2000/2001
- Arthur Miller: Megszállottak (Marja Voran; r.: Schilling Árpád) – 2000/2001
- W-Munkáscirkusz (Bolond; r.: Schilling Árpád) – 2001/2002
- Georg Büchner: Leonce és Léna (Léna hercegnő; r.: Schilling Árpád) – 2001/2002
- Kovács Kristóf: Csontzene (Lány, A patrol) – 2001/2002
- HazámHazám (Juliska; r.: Schilling Árpád) – 2001/2002
- Marius von Mayenburg: A hideg gyermek (Tina; r.: Wulf Twiehaus) – 2002/2003
- Anton Pavlovics Csehov: Sirály (Mása; r.: Schilling Árpád) – 2003/2004
- Feketeország (SÁROSDIlilla; r.: Schilling Árpád) – 2004/2005
- Térey János: A Nibelung-lakópark (Gutrine; r.: Mundruczó Kornél) – 2004/2005
- Ödön von Horváth: Kasimir és Karoline (Bulldogképű ember; r.: Wulf Twiehaus) – 2004/2005
- Henrik Ibsen: Peer Gynt (Solvejg; r.: Zsótér Sándor) – 2005/2006
- Roland Schimmelpfennig: Előtte-utána (Vörös hajú nő; r.: Schilling Árpád) – 2005/2006
- Vlagyimir Szorokin: A jég (Ápolónő / Natasa / Ar / Ilona; r.: Mundruczó Kornél) – 2006/2007
- Katona József: Bánk-Bán (Melinda; r.: Zsótér Sándor) – 2006/2007
- PestiEsti (több szerep; r.: Nagy Fruzsina, Láng Annamária) – 2007/2008
- Dunai Ferenc: Van Gogh szerelme (Christien, a szeretője; r.: Simon Balázs) – 2007/2008
- Kurázsi papa (közreműködő; r.: Schilling Árpád, Phéraille) – 2007/2008
- Vakság (színész, alkotó; r.: Scherer Péter) – 2011/2012[4]
- Bovary Emma (munkatárs) – 2012/2013
- Szerelem (Rita, a felesége) – 2012/2013
- Schilling Árpád: A Párt (Szereplő; r.: Schilling Árpád) – 2013/2014
- Schilling Árpád – Zabezsinszkij Éva: Lúzer, a remény színháza (Szereplő; r.:Schilling Árpád) – 2014/2015
- Róbert Júlia: 3050 gramm (Szereplő; r.: Sereglei András) – 2014/2015

## Filmszerepei
- Nexxt (r.: Schilling Árpád);
- Citromfej (r.: Bodó Viktor)
- Valaki kopog (r.: Fischer Gábor)
- Rossz helyen szálltunk le (r.: Gigor Attila, 2005.)
- Hegyek között (r.: Krasznahorkay Balázs, 2005.)
- Kolorádó Kid (r.: Vágvölgyi B. András, 2010.)

## Magánélete
Férjével, Schilling Árpáddal egy közös gyermekük van.